# Робітничий університет
Робітничі університети — загальноосвітні школи для дорослих в СРСР (і в УРСР) у 1925—1931 роках. Створювалися Головним Політично-Освітнім Комітетом при Народному Комісаріаті Освіти України.
У робітничих університетах велася підготовка і перепідготовка робітників-висуванців без відриву від виробництва. Робітничі університети відкривалися у великих промислових центрах, базою їх навчальних процесів були виші та інші навчальні заклади. У робітничих університетах було два відділи: суспільно-економічний із циклами — адміністративно-господарської, кооперативної, профспілкової і політосвітньої роботи, робкорівським термін навчання 2 роки); громадсько-технічними із циклами: електротехніки, хімії, механіки, аґрономії та інших (термін навчання 3 роки). Навчання відбувалося 4 рази на тиждень по 4 год.